# Museum für Netztechnik Bremen
Das Museum für Netztechnik mit dem Titel Die Adern der Stadt befindet sich in Bremen-Hemelingen, Hastedter Osterdeich 239 und wird vom Verein Die Adern der Stadt betrieben.

## Geschichte
Im November 2011 gründete der Verein Die Adern der Stadt das Museum. Es wurde mit Unterstützung der swb AG (früher Stadtwerke Bremen) im Juni 2012 im Gebäude des alten Umspannwerkes Wehrdamm am Hastedter Osterdeich eröffnet. Eine Dauerausstellung zeigt den Anteil der Netze an der Versorgung in Bremen. Es wurde damit begonnen, die vorhandenen teilweise historischen Objekte zusammenzutragen und zu archivieren. In der Ausstellung mit 237 m² Fläche werden technische Exponate von vier Versorgungsnetzen für Gas, Wasser, Strom und Wärme ausgestellt. Im Keller hat ein Archiv  220 m² Lagerfläche. Die Ausstellung wird durch Sonderausstellungen, Filme und Informationsveranstaltungen begleitet.

### Das Netz
Netzgebundene Energie- und Wasserversorgung gibt es in Bremen seit der Mitte des 19. Jahrhunderts. 1847 wurden der Hannoversche Bahnhof und eine Bahnstrecke nach Hannover eröffnet. Die ersten Gaslaternen am Umfeld des Bahnhofs konnten in Betrieb genommen werden. Die Gasbeleuchtungs-Deputation der Bremischen Bürgerschaft begleitete politisch den Ausbau des Netzes. Im November 1873 nahm die erste zentrale Wasserversorgung ihren Betrieb auf. Das erste Elektrizitätswerk lieferte ab Oktober 1893 Strom in die Straßen der Innenstadt. Das erste Bremer Heizwerk stand seit 1930/31 auf dem Gelände des St.-Jürgen-Krankenhauses.